# Güby

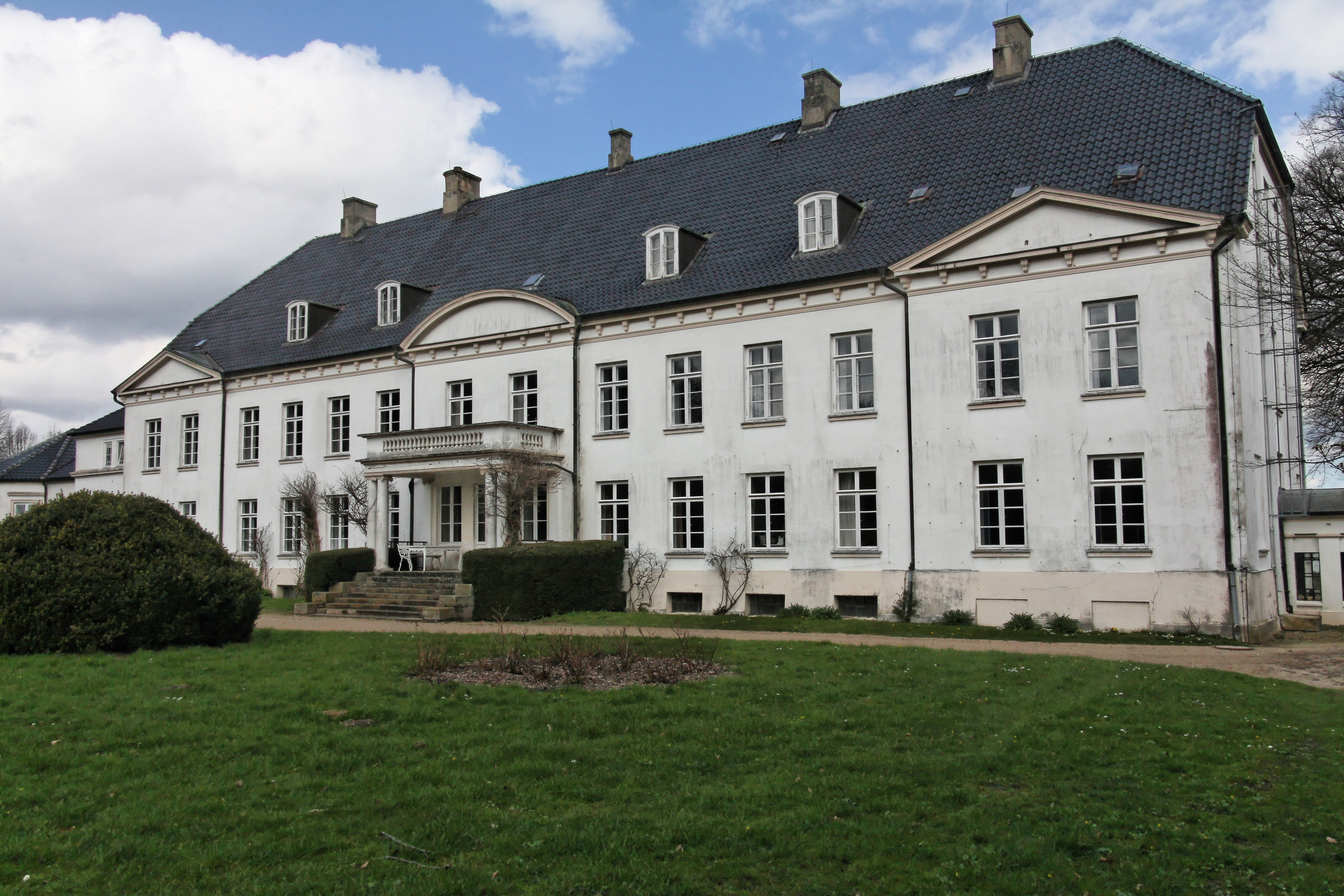
Güby – Louisenlund

Güby (duń. Gyby) – miejscowość i gmina w Niemczech, w kraju związkowym Szlezwik-Holsztyn, w powiecie Rendsburg-Eckernförde, wchodzi w skład urzędu Schlei-Ostsee.